# Rathland
Rathland ist eine Hofschaft im Solinger Stadtteil Gräfrath.

## Geographie
Rathland liegt in den zur Wupper abfallenden Gebieten südlich von Ketzberg auf einer Anhöhe oberhalb des Külfer Bachs im südöstlichen Teil des Stadtteils Gräfrath nahe der Grenze zum Stadtbezirk Mitte. Östlich befinden sich die Hofschaften Altenfeld und Schafenhaus, südlich liegen Bimerich und Külf sowie die Freizeitanlage Bärenloch. Westlich von Rathland befinden sich die Hofschaft Busch sowie der Wohnplatz Ringelshäuschen.

## Etymologie
Der Ortsname bezeichnet wohl ein durch Rodung urbar gemachtes Gebiet, also ein Rodeland. Im ursprünglich dicht bewaldeten Bergischen Land waren oft Rodungen nötig, damit eine Ansiedlung möglich wurde, so findet sich der Namensbestandteil in einigen bergischen Ortsnamen, wie auch in dem Wort Gräfrath.

## Geschichte

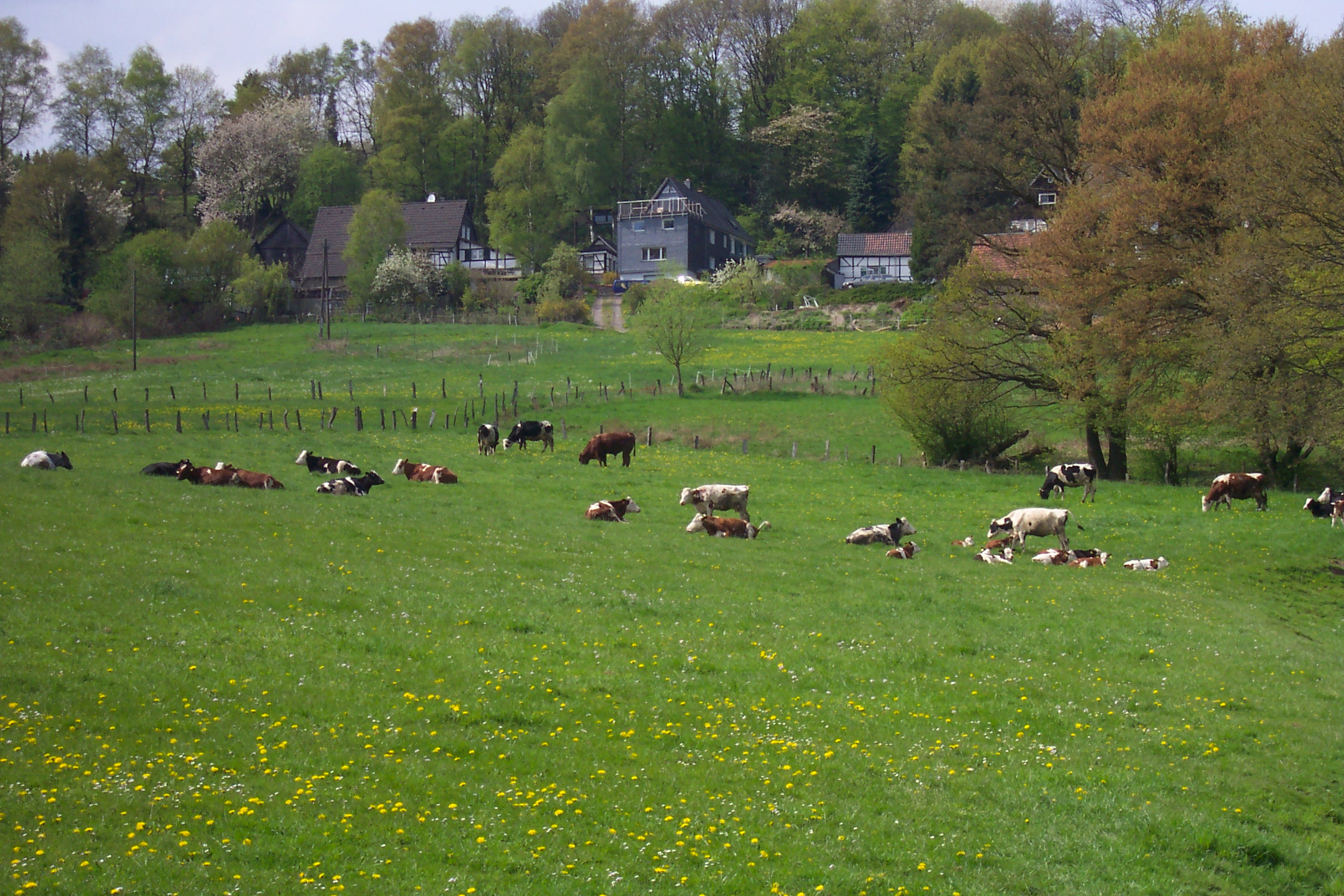
Blick auf Rathland

In dem Kartenwerk Topographia Ducatus Montani von Erich Philipp Ploennies, Blatt Amt Solingen, aus dem Jahre 1715 ist der Ort mit einer Hofstelle verzeichnet und als Rodland benannt. Der Ort gehörte zur Honschaft Ketzberg innerhalb des Amtes Solingen. Die Topographische Aufnahme der Rheinlande von 1824 verzeichnet den Ort als Ralland und die Preußische Uraufnahme von 1844 als Radland. In der Topographischen Karte des Regierungsbezirks Düsseldorf von 1871 ist der Ort als Rathland verzeichnet.
Nach Gründung der Mairien und späteren Bürgermeistereien Anfang des 19. Jahrhunderts gehörte Rathland zur Bürgermeisterei Gräfrath. 1815/16 lebten 38 Einwohner, 1830 43 Menschen im als Weiler kategorisierten und als Rottland bezeichneten Ort. 1832 war Rathland weiterhin Teil der Honschaft (Ketz-)Berg innerhalb der Bürgermeisterei Gräfrath.  Der nach der Statistik und Topographie des Regierungsbezirks Düsseldorf als Hofstadt kategorisierte Ort besaß zu dieser Zeit sechs Wohnhäuser, fünf Fabriken bzw. Mühlen und acht landwirtschaftliche Gebäude. Zu dieser Zeit lebten 53 Einwohner im Ort, allesamt evangelischen Bekenntnisses. Die Gemeinde- und Gutbezirksstatistik der Rheinprovinz führt den Ort 1871 mit elf Wohnhäusern und 64 Einwohnern auf. Im Gemeindelexikon für die Provinz Rheinland werden 1885 neun Wohnhäuser mit 58 Einwohnern angegeben. 1895 besitzt der Ortsteil neun Wohnhäuser mit 58 Einwohnern, 1905 werden zehn Wohnhäuser und 51 Einwohner angegeben.
Mit der Städtevereinigung zu Groß-Solingen im Jahre 1929 wurde Rathland ein Ortsteil Solingens. Seit 1995 steht in Rathland das historische Fachwerkensemble der Hausnummern 28, 30, 32, 34 unter Denkmalschutz.